# Station Vordingborg
Station Vordingborg is een station in de Deense stad Vordingborg. Het station is geopend op 4 oktober 1870. Het ligt aan de lijn Ringsted - Rødby Færge. In het verleden liep er een zijlijn naar Kalvehave